# Francis Piguet
Francis Piguet, né et mort à Payerne dans le canton de Vaud, est un coureur cycliste suisse, professionnel de 1892 à 1894.

## Palmarès
- 1889
  - 3e de Morges-Nyon-Morges
- 1892
  - 2e du Tour du lac Léman
  - 2e du Championnat de l'Union Vélocipédique de la Suisse Romande
  - 3e de Genève-Lyss-Berne-Genève
- 1893
  - 2e du Tour du lac Léman
  - 8e du Championnat de Suisse de cyclisme sur route Elite